# Gåsören, Raseborg
Gåsören är en ö i Södra viken i centrala Ekenäs. Öns area är 2 hektar och dess största längd är 220 meter i sydväst-nordöstlig riktning. Tillsammans med Ramsholmen, Högholmen och Hagen så bildar Gåsören parkskogsområdet Hagen-Ramsholmen-Högholmen på 55 hektar, som tillhör utkanten av det mellaneuropeiska ekskogsområdet. På Gåsören växer i huvudsak klibbal med inslag av hägg, rönn och sälg samt snårskog bestående av hägg, brakved, fläder och hallon. Fram till 1954 fanns här verksamhet i form av en båtslip.